# CHES
CHES (чес, абревіатура від Workshop on Cryptographic Hardware and Embedded Systems, укр.Симпозіум з криптографічного обладнання і вбудовуваних систем) — щорічна міжнародна криптографічна конференція, що спеціалізується на криптографічному обладнанні, вбудовуваних систем і практичному застосуванні криптографічних алгоритмів. CHES займає друге місце в світі за величиною після Міжнародної криптологічної конференції CRYPTO і є основним форумом для презентації наукових досягнень у галузі криптографічного обладнання та безпеки вбудованих систем.Щорічно в конференції беруть участь понад 300 інженерів і вчених з понад 30 країн, надсилаючи близько 150 наукових робіт, відбір з яких проходять близько 20 %. Спонсорується Міжнародною асоціацією криптологічних досліджень.

## Історія

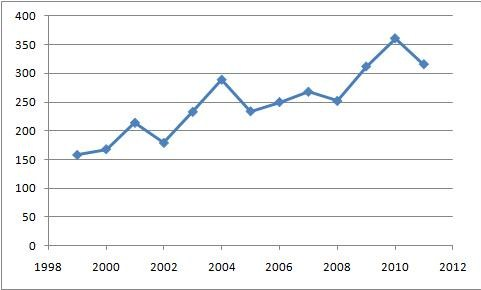
Кількість учасників по роках

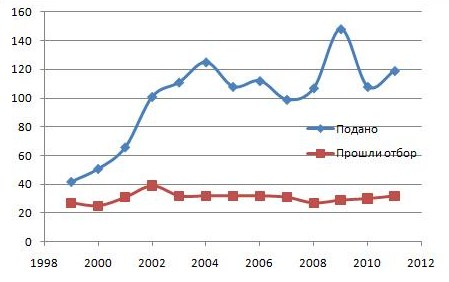
Кількість статей по роках

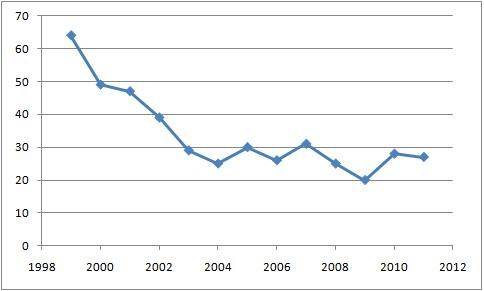
Відсоток проходження

Перша в історії конференція CHES була проведена в серпні 1999 року в Вустерському політехнічному інституті, Вустер, штат Массачусетс, США. Організаційний комітет становили Четін К. Коч з Державного університету Орегона і Крістоф Паар з Рурського університету, Бохум, Німеччина. З тих пір Конференція проводиться щорічно в різних містах США, Європи та Японії. У CHES '99 взяли участь 158 осіб. В останні роки кількість учасників перевищує 300, що робить конференцію одним з найбільш значущих подій наукового криптографічного співтовариства.
| Рік  | Подано | Пройшли відбір | Відсоток | Учасники |
| ---- | ------ | -------------- | -------- | -------- |
| 1999 | 42     | 27             | 64       | 158      |
| 2000 | 51     | 25             | 49       | 168      |
| 2001 | 66     | 31             | 47       | 214      |
| 2002 | 101    | 39             | 39       | 179      |
| 2003 | 111    | 32             | 29       | 233      |
| 2004 | 125    | 32             | 25       | 289      |
| 2005 | 108    | 32             | 30       | 234      |
| 2006 | 112    | 32             | 26       | 250      |
| 2007 | 99     | 31             | 31       | 268      |
| 2008 | 107    | 27             | 25       | 252      |
| 2009 | 148    | 29             | 20       | 312      |
| 2010 | 108    | 30             | 28       | 361      |
| 2011 | 119    | 32             | 27       | 316      |

## Місця проведення конференцій CHES
- 1999, 2000 — Вустер, штат Массачусетс, США
- 2001 — Париж, Франція
- 2002 — Редвуд-сіті, Каліфорнія, США
- 2003 — Кельн, Німеччина
- 2004 — Бостон, Массачусетс, США
- 2005 — Единбург, Шотландія
- 2006 — Йокогама, Японія
- 2007 — Відень, Австрія
- 2008 — Вашингтон, округ Колумбія, США
- 2009 — Лозанна, Швейцарія
- 2010 — Санта-Барбара, Каліфорнія, США
- 2011 — Нара, Японія
- 2012 — Льовен, Бельгія

## Основні напрями
Основними напрямками СНЕЅ є всі аспекти криптографічного обладнання та безпеки вбудованих систем. На конференції обговорюються нові результати дослідницького співтовариства, індустрії та інших зацікавлених груп. Особлива увага приділяється працям, що описують нові методи захисту і ефективні апаратні застосування, а також високошвидкісне і безпечне програмне забезпечення для вбудованих систем, таких як чипи, мікропроцесори, ЦОС і тому подібні. Мета конференції — прокласти міст між криптографічним дослідним співтовариством і областю практичних застосувань криптографії. Зазвичай CHES поділяється на секції за напрямами. Наприклад, секції CHES 2010 включали в себе наступні теми:
- Прикладна криптографія:
  - Апаратні архітектури для криптографічних алгоритмів з відкритими і закритими ключами
  - Криптографічні процесори і співпроцесори
  - Апаратні прискорювачі для протоколів безпеки
  - Генератори випадкових і псевдовипадкових чисел
  - Функції, що не можливо склонувати фізично
  - Ефективне програмне забезпечення для вбудованих процесорів

- Атаки і протидії атакам:
  - Атаки по іншим каналам та захист від них
  - Атаки по помилкам і захист
  - Захист від апаратних переривань

- Методології та інструменти:
  - Комп'ютерна криптографічна розробка 
  - Методи автентифікації і засоби для побудови захисту
  - Техніки безпечного програмування

- Додатки:
  - Криптографія в бездротових пристроях
  - Криптографія для повсюдного комп'ютингу
  - Захист для FPGA
  - Апаратна захист IP
  - Перенастроюване обладнання для криптографії
  - Безпека в комерційних системах
  - Технології та обладнання для захисту контенту
  - Перевірені комп'ютерні платформи

- Взаємодії між криптографічного теорією і практикою:
  - Нові криптографічні алгоритми та протоколи для вбудованих пристроїв
  - Нетрадиційні криптографічні технології
  - Спеціальне обладнання для криптоаналізу

## Регламент
Автори представляють свої роботи за допомогою спеціальної електронної системи подачі. Деталі процедури подачі викладаються на офіційному сайті CHES в момент запуску системи, зазвичай за місяць до закінчення термінів подачі документів. Надіслані статті повинні бути анонімними, без імен авторів або очевидних посилань на них. Кожна стаття повинна починатися із заголовка, короткої анотації та списку ключових слів. Максимальний розмір статті обмежений 15 сторінками. Статті, подані на інші конференції або опубліковані де-небудь раніше, до конференції не допускаються.

## Організаційний комітет
Оргкомітет СНЕЅ проводить конференцію. Вони діють у відповідності з «Правилами і Вказівками для Організаційних Комітетів» Міжнародної організації криптологічних досліджень. Комітет складається з постійних і тимчасових членів. Постійними членами станом на листопад 2011 року є: Четін Коч, Крістоф Паар, як засновники конференції, і Жан-Жак Куіскате (Quisquater), отримав посаду за активну участь у конференції з 1999 року. Тимчасові члени обираються в комітет на трирічний термін. Комітет обирає Голову, представника для Міжнародної асоціації криптологічних досліджень і прес-секретаря з числа своїх членів. Оргкомітет збирається, принаймні, один раз в рік на конференції. Рішення приймаються у разі, якщо більшість присутніх членів згодні з ними. Крім того, деякі питання можуть вирішуватися за допомогою електронної пошти.
Список членів комітету станом на 2011 рік:
- Christophe Clavier
- Lejla Batina
- Kris Gaj
- Çetin Kaya Koç
- Stefan Mangard
- Christof Paar
- Bart Preenel
- Jean-Jacques Quisquater
- Akashi Satoh
- François-Xavier Standaert
- Tsuyoshi Takagi
- Ingrid Verbauwhede

## Дивись також
- Конференція RSA